# Mate Maras
Mate Maras (Studenci kod Imotskoga, 2. travnja 1939.), hrvatski prevoditelj i pjesnik. Prevodi s engleskoga, talijanskoga, francuskoga i rumunjskoga jezika, a osobito se istaknuo prijevodom cjelokupnog opusa Williama Shakespearea. Objavio je prvi rimarij hrvatskoga jezika. Za prijevod Gargantue i Pantagruela dobio je Veliku nagradu Francuske akademije.

## Život i rad
Rodio se u selu Studenci u Imotskoj krajini. Njegova majka Ruža bila je pučka pjesnikinja. Na studenačko narječje Maras je poslije preveo sonete Giuseppea Gioachina Bellija, koji su izvorno bili napisani na rimskom dijalektu.
U Zagrebu je diplomirao matematiku i fiziku na Prirodoslovno-matematičkom fakultetu. Radio je kao srednjoškolski profesor, urednik u nakladničkim kućama i glavni urednik Trećeg programa Hrvatskog radija, te kao tajnik središnjice Matice hrvatske. Sedam godina proveo je u hrvatskoj diplomaciji kao kulturni ataše u Parizu i Washingtonu.
Prevodi književna djela ponajviše s engleskoga, talijanskoga i francuskoga jezika. 
Prvi je na hrvatski preveo sabrana djela Williama Shakespearea - 38 drama, sonete i druge pjesme. Glavna novost u odnosu na dosadašnje prijevode engleskog barda jest u metodi prevođenja stihova. Naime, Maras se ne drži pravila o istom broju slogova u svakom stihu, kao što se dosad radilo, nego nastoji da svaki stih ima pet "naglašenih mjesta", zapravo pet relevantnih informacija. Time se postiže vrlo tečan i prirodan jezik.
Za prijevod Gospođe Dalloway dobio je nagradu Društva književnih prevoditelja, a za prijevod Rabelaisa dobio je Veliku nagradu Francuske akademije.
Za svoje prijevode Shakespeareovih djela dobio je 2007. nagradu Iso Velikanović, koju Ministarstvo kulture dodjeljuje za najbolja ostvarenja u području književnog prevođenja.
2008. dobitnik je Nagrade "Petar Brečić", koje dodjeljuju HRT - Hrvatski radio i Školska knjiga,  za prijevod Sabranih djela Williama Shakespearea.
Društvo hrvatskih književnih prevodilaca dodijelilo mu je 2014. nagradu »Josip Tabak« za životno djelo.
Dobio je počasni doktorat Filozofskog fakulteta u Splitu 2017. godine.

### Vlastita djela
Objavio je zbirku pjesama Kasna berba 2005. godine. Napisao je filmski scenarij/povijesnu dramu Grgur Ninski, objavljenu 2013.
Napisao je roman o ocu emigrantu Pisma od smrti (2013.), "spomenik jednom životu koji se uzalud žrtvovao radi maglovitih viših ciljeva". Kad je objavio zbirku majčinih pisama, naslovio ju je Pisma od života.
Sastavio je prvi Rimarij hrvatskoga jezika.

## Izbor iz bibliografije prijevoda

### S engleskoga
- William Shakespeare, Sabrana djela. Izdana u četiri sveska: Historije, Tragedije, Komedije i Romance. Zagreb, 2006-2008. (u tisku)
- Walter Scott, Ivanhoe, Zagreb, 1987., 2000., 2004.
- Thomas de Quincey, Ispovijesti jednog uživatelja opija, Zagreb, 1987., Koprivnica, 2003.
- Rudyard Kipling, Knjige o džungli, Zagreb, 2004.
- Virginia Woolf, Gospođa Dalloway, Zagreb, 1981.
- Doris Lessing, Zlatna bilježnica, Zagreb, 1983.; Kako sam preživjela, Zagreb, 1985.

### S američkoga engleskoga
- Thomas Wolfe, Pogledaj dom svoj, anđele, Zagreb, 1978.
- Robert Frost, Izabrane pjesme, Split, 2004. (u časopisu Mogućnosti)
- Dashiell Hammett, Malteški sokol, Koprivnica, 2003.
- Barbara Tuchman, Daleko zrcalo, Zagreb, 1984.
- Robert M. Pirsig, Zen i umjetnost održavanja motocikla, Zagreb, 1982.
- Vladimir Nabokov, Blijeda vatra, Zagreb, 2011.

### Sa staroengleskoga
- Beowulf, Zagreb, 2001.

### S francuskoga
- François Rabelais, Gargantua i Pantagruel, Zagreb, 2004.
- Marcel Proust, Put k Swannu, Zagreb, 2004.

### Sa starofrancuskoga
- Marie de France, Pjesni, Zagreb, 1999.

### S makedonskoga
- Luan Starova, Vrijeme koza, Zagreb, 2000.

### S provansalskoga
- Trubadurska lirika, Zagreb, 2004. (u časopisu Književna smotra)

### S rumunjskoga
- Mihai Eminescu, Večernja zvijezda, Zagreb, 1995.
- Geo Bogza, Pjesma o pobuni, ljubavi i smrti; Ioana Maria, Zagreb, 1979. (u časopisu Forum)

### S talijanskoga
- Guido Cavalcanti, Rime, Banja Luka, 1986., Zagreb, 1998.
- Dante Alighieri, Božanstvena komedija (Raj, pjevanja XVII-XXXIII), Zagreb, 1976., 2004.
- Francesco Petrarca, Kanconijer (s drugima), Zagreb, 1974.
- Giovanni Boccaccio, Dekameron (s Jerkom Belan), Zagreb, 1981., 1999., 2004.
- Niccolò Machiavelli, Firentinske povijesti, Zagreb, 1985.; Korespondencija, Zagreb, 1987.
- Giordano Bruno, Optimizam slobodnog mišljenja (soneti), Zagreb, 1985.
- Giuseppe Gioachino Belli, Soneti, Zagreb, 1994. (s rimskoga dijalekta)
- Alberto Fortis, Put po Dalmaciji, Zagreb, 1985., Split, 2004.
- Gabriele D'Annunzio, Giovanni Episcopo, Zagreb, 2004.
- Italo Svevo, Zenova svijest, Zagreb, 1982.
- Giuseppe Tomasi di Lampedusa, Gepard, Zagreb, 1982.
- Ligio Zanini, Razgovor s galebom Filipom, Pula - Rijeka, 1982.
- Fulvio Tomizza, Materada, Zagreb, 1986., Pula, 1989.; Zlo dolazi sa sjevera, Pula, 1989.

## Nagrade
- Velika nagrada Francuske akademije za prijevod Gargantue i Pantagruela
- Nagrada Iso Velikanović 2007. za prijevod Shakespeareovih djela
- Nagrada Petar Brečić 2008. za prijevod Shakespearea
- Nagrada Grada Zagreba 2009. za prevoditeljski opus[13]
- Službeno priznanje rumunjske države 2012. za prijevode Eminescua i Gea Bogze.[14]
- "Kiklop" za prevoditelja godine 2014. za prijevod Izgubljenog raja[15]
- Nagrada Josip Tabak za životno djelo 2014.
- Nagrada Lauro Dantesco za prijevod Dantea.[16]

## Vanjske poveznice
- Jadranka Pintarić, Prevoditeljski pothvat: Shakespeare u novom ruhu, Nacional, Zagreb, 4. rujna 2006.
- Predvoditelj predstavlja: Mate Maras, Moderna vremena, Zagreb, 12. siječnja 2017.